# Смирнов, Анатолий Анатольевич
Анатолий Анатольевич Смирнов (род. 26 мая 1956) — государственный деятель, член Совета Федерации, председатель Государственного Собрания\ Республики Марий Эл (1994-1996 г.).

## Биография
Образование высшее, закончил Марийский государственный университет в 1984 году по специальности ученый-агроном, магистратура-менеджмент 2015 г., кандидат экономических наук-1995 г.. Доктор экономических наук-1994 г., профессор-1996 г.,( диссертации защитил в Казанском государственном финансово-экономическом институте им. Куйбышева, профессор заведующий кафедрой менеджмента и региональной экономики ФГБОУ ВПО «Марийский государственный университет».

### Политическая карьера
Секретарь, второй секретарь Марийского обкома ВЛКСМ (июнь 1984-сентябрь 1986 г.)
Второй, первый секретарь Медведевского райкома КПСС Республики Марий Эл (июнь 1987-сентябрь 1991 г.)
Председатель Государственного Собрания Республики Марий Эл, г. Йошкар-Ола
Член Комитета Совета Федерации по вопросам экономической политики. Член Совета Федерации 1996 г.